# Emília Maria Silva Ribeiro Curi
Emília Maria Silva Ribeiro Curi (Brasília, 29 de setembro de 1963) é uma advogada e servidora pública brasileira. Foi Ministra de Estado da Ciência, Tecnologia e Inovação (MCTI).

## Percurso
Curi graduou-se em Direito pelo Centro Universitário de Brasília (CEUB) e s uas áreas de atuação são direito, economia e telecomunicações. Curi trabalhou como servidora pública desde 1981, onde começou como analista de finanças e orçamento no Departamento Nacional de Obras e Saneamento.

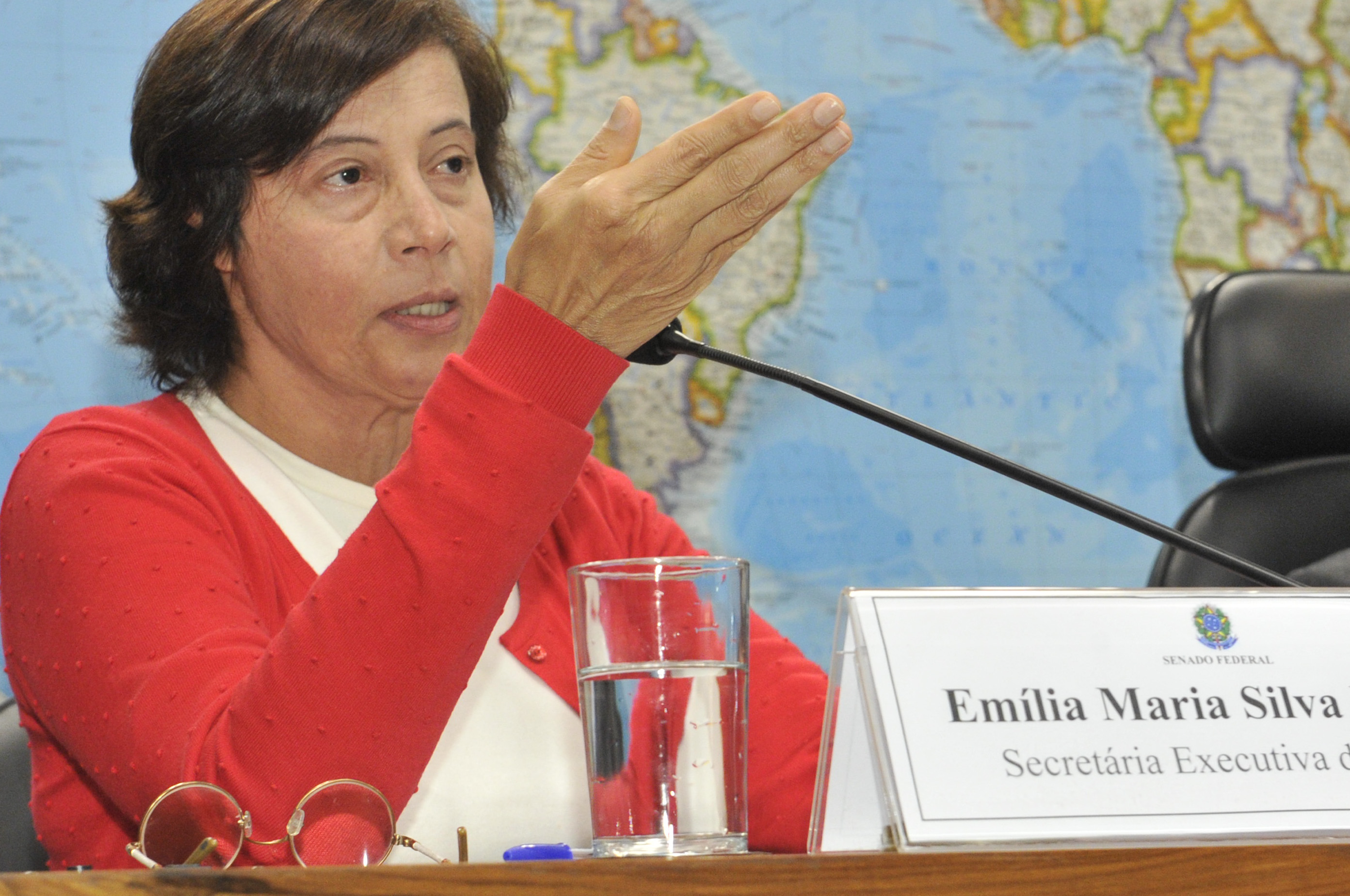
Curi em audiência na Comissão de Ciência, Tecnologia, Inovação, Comunicação e Informática sobre "Marco Legal para o desenvolvimento de um Sistema Nacional de Conhecimento e Inovação (SNCI) no Brasil: Projetos em Andamento e Lacunas a Preencher".

Em 1990, Curi foi a assessora de Comunicação Social do Congresso Nacional. No ano seguinte, atuou na Presidência da República. Foi assessora parlamentar do ministro do Planejamento, Orçamento e Gestão na Secretaria de Administração Federal, em 1991, e diretora adjunta do Departamento de Serviços Gerais em 1992. No mesmo ano atuou na Secretaria de Projetos Especiais da Presidência da República, no Projeto Minha Gente. 
De 1992 a 1996, Curi foi assessora parlamentar no Ministério da Educação e do Desporto. Entre 1997 e 2003, foi assessora especial do ministro da Educação. Na Presidência do Senado Federal, foi assessora técnica.
Curi foi vice-presidente do Conselho Consultivo da Agência Nacional de Telecomunicações (Anatel), de 2005 a 2008. De 2008 a 2012, foi diretora conselheira da agência.
Durante o governo da presidente Dilma Rousseff, em 2015, Curi foi designada secretária-executiva do Ministério da Ciência, Tecnologia e Inovação. Em abril de 2016 assumiu interinamente como ministra da pasta.
Em 2017, Curi foi designada como servidora comissionada no gabinete de Renan Calheiros, senador da República.